# Natalia Gúseva
Natalia Gúseva (de soltera, Natalia Yevguénievna Gúseva - Наталья Евгеньевна Гусева; de casada, Natalia Yevguénievna Murashkéivich - Наталья Евгеньевна Мурашкевич: n. Moscú, de la Unión Soviética, 15 de febrero de 1972) es una biotecnóloga y actriz rusa. 
Obtuvo la fama a la edad de trece años con la miniserie de TV La visitante del futuro (1985), en la que encarnaba al personaje de Alicia de las historias de Kir Bulîchov. 
El último trabajo de Natalia Gúseva para la pantalla data de 1988. Trabajó, no obstante, como actriz de voz en la película de dibujos animados del 2009 El cumpleaños de Alicia (День рождения Алисы).

## Biografía
Su padre, Yevgueni Alexandrovich Gúsev, es obrero; su madre, Galina Makarovna Gúseva, médico-terapeuta. En 1979, Natalia fue a la escuela N.º 692.
En 1993 se casó con Denis Murashkiévich, con quien tuvo una hija, Alesiu, en 1996. La pareja se divorció en el 2001.

## Filmografía
- 1983: Опасные пустяки (Las Bagatelas peligrosas): la alumna
- 1985: Гостья из будущего (La Visitante del futuro) de Pável Arsionov: Alicia Selezniova
- 1986: Гонка века (La Carrera del siglo) de Nikita Orlov: Rachel Crowhurst
- 1987: Лиловый шар (El Globo lila) de Pável Arsiénov: Alicia Selezniova
- 1988: Воля Вселенной (La Voluntad del universo) de Dmitri Mijléiev: Lena Lukashevich
- 2009: Литейный (De Fundición), episodio "La Persona" («Лицо») en la segunda temporada: La presentadora de televisión Irina (con la voz de otra persona).

## Publicaciones científicas
- Isachenkov V. A., Ship O. P., Kulish M. A., Murashkévich N. E. (1995) El uso de reactivos de color de la fotografía en un análisis basado en la detección de reacciones peroxidate. Biotecnología N.º 5-6:36-40